# Prodidomus purpurascens
Espèce
Prodidomus purpurascens est une espèce d'araignées aranéomorphes de la famille des Prodidomidae.

## Distribution
Cette espèce est endémique du Cap-Occidental en Afrique du Sud,.

## Description
La femelle holotype mesure 4,8 mm.
La femelle décrite par Cooke en 1964 mesure 4,5 mm.

## Systématique et taxinomie
Cette espèce a été décrite par Purcell en 1904.

## Publication originale
- Purcell, 1904 : « Descriptions of new genera and species of South African spiders. » Transactions of the South African Philosophical Society, vol. 15, no , p. 115-173.